# Libetheniet
Het mineraal libetheniet is een koper-fosfaat met de chemische formule Cu2PO4(OH).

## Eigenschappen
Het (donker)groen, maar typisch olijfgroene libetheniet heeft een glas- tot vetglans, een lichtgroene streepkleur en het mineraal kent een onduidelijke splijting volgens de kristalvlakken [100] en [010]. Het kristalstelsel is orthorombisch. Libetheniet heeft een gemiddelde dichtheid van 3,8, de hardheid is 4 en het mineraal is niet radioactief.

## Naamgeving
De naam van het mineraal libetheniet is afgeleid van de plaats waar het voor het eerst beschreven is, Libethen (ook Ľubietová of Livethen), Slowakije.

## Voorkomen
De typelocatie van libetheniet is Lubietova in Tsjechië. Het mineraal wordt verder onder andere gevonden in Tyrone, Grant county, New Mexico, Verenigde Staten en in de KOV pit, Kolwezi, Katanga, Congo-Kinshasa.